# Анна-Марія Сіклуцька
Анна-Марія Сіклуцька (порт. Anna Maria Sieklucka; нар. 31 травня 1992, Люблін) — польська акторка та співачка, найвідоміша за роллю Лаури Біл у еротичній драмі 2020 року «365 днів». Раніше виступала в польському телесеріалі «Na dobre i na złe» у 2019 році.

## Біографія
Народилася в Любліні, найбільшому місті східної Польщі. Її батько, Єжи Антоні Сєклуцький, юрист. Навчалася на факультеті Національної академії театрального мистецтва AST в Вроцлаві та закінчила його у 2018 році. Вміє вільно розмовляти польською, англійською, французькою та німецькою мовами.
Має стосунки з театральним режисером Лукашем Вітт-Міхаловським, старшим за неї на 18 років. Пара проживає у Варшаві.

## Кінокар'єра
У жовтні 2019 року отримала роль Аніели Грабек, запрошеної зірки польського телесеріалу «На добре і на зле», зосередженої на житті фельдшерів та працівників лікарні. Її належним дебютом у кіно стала роль Лори Біл разом із Мікеле Морроне у широко визнаному еротичному фільмі «365 днів», прем'єра якого відбулася на Netflix у червні 2020 року Вона описала зйомки як виклик і спочатку вагалася прийняти роль, прочитавши сценарій.

## Фільмографія
| Рік  |   | Українська назва   | Оригінальна назва  | Роль       |
| ---- | - | ------------------ | ------------------ | ---------- |
| 2020 | ф | 365 днів           | 365 Dni            | Лаура Біль |
| 2022 | ф | 365 днів: Цей день | 365 Dni: Ten Dzień | Лаура Біль |
| 2022 | ф | Наступні 365 днів  | Kolejne 365 dni    | Лаура Біль |